# 12-та танкова бригада (Німеччина)
12-та танкова Верхньопфальцька бригада (нім. Panzerbrigade 12 «Oberpfalz») — складова Сухопутних військ Німеччини. Підпорядковується 10-й танковій дивізії, основна задача — бойові дії.
Підрозділи бригади широко задіяні в місії Розширеної передової присутності НАТО на території Литовської республіки.

## Історія

### ФРН
Бойова група «А-4» — попередниця 12-ї бригади — була створена 1 липня 1956 року в Амберзі; від початку мала у своєму складі два механізовані та два танкові батальйони і ремонтну роту. 16 березня 1959 року бойову групу було реорганізовано в 12-ту танкову бригаду і та стала основою 4-ї єгерської дивізії.
На 1967 рік бригаді підпорядковувалися:
| 122-й механізований батальйон |
| 123-й танковий батальйон      |
| 124-й танковий батальйон      |
| 125-й артилерійський дивізіон |
| 126-й батальйон постачання    |

| 120-та зенітна батарея   |
| 120-та протитанкова рота |
| 120-та інженерна рота    |
| 120-та рота РХБЗ         |

### Німеччина
З 1998 року укладено партнерство з австрійською 4-ю механізованою бригадою, з 2009 — офіційна співпраця з 2-м кавалерійським полком США.
2018 року 12-та бригада «переселилася» з Амберга до Кама.
Восени 2019-го у Баварії відбулися маневри «GRANTIGER LÖWE 2019»: особовий склад і техніку бригади перекинули дорогами загального користування для форсування річки Нааб.
У березні 2021 вояки бригади перебували в Малі з миротворчою місією під егідою ООН (MINUSMA).
2023 року БМП 12-ї бригади брали участь у параді до 105-ї річниці заснування Сухопутних військ Литви.

#### «Дивізія 2025»
У рамках модернізації 10-ї дивізії, якій підпорядкована «дванадцятка», механізований батальйон, що наразі дислокується в місті Оберфіхтах, буде переданий 45-й танковій бригаді — новому формуванню Сил реагування НАТО в Литві; крім того, вже відбулися обмежені організаційні зміни на рівні взводів.

## Склад
363-й батальйон розквартирований у Баден-Вюртемберзі, решта підрозділів — в Баварії.
| Штаб 8-й ІТБ 104-й ТБ 131-й САДн 363-й ТБ 112-й МБ 122-й МБ |
| 4-й батальйон підтримки Родінг                              |
| 8-й розвідувальний батальйон Фраюнг                         |
| 8-й гірський танковий батальйон Пфраймд                     |
| 8-й інженерний танковий батальйон Інгольштадт               |
| 104-й танковий батальйон Пфраймд                            |
| 112-й механізований батальйон Реген                         |
| 122-й механізований батальйон Оберфіхтах                    |
| 131-й самохідний артилерійський дивізіон Вайден             |
| 363-й танковий батальйон Гардгайм                           |